# Charlotte af Belgien
Charlotte af Belgien (Marie Charlotte Amélie Augustine Victoire Clémentine Léopoldine; 7. juni 1840 – 19. januar 1927) var eneste datter af Belgiens første konge Leopold 1. af Belgien og dennes hustru Louise Marie af Orléans. Gennem sit ægteskab med Maximilian blev hun senere kejserinde i Mexico som Carlota de Mexico.

## Biografi

### Ægteskab med Maximilian
Charlotte viedes den 27. juli 1857 til ærkehertug Maximilian af Østrig, der var yngre bror til den østrigske kejser. I en periode blev Maximilian indsat som vicekonge i den østrigske lydstat, Kongeriget Lombardiet-Venetien, indtil hans bror afsatte ham igen pga. hans liberale styre. 

### Kejserinde i Mexico
I begyndelsen af 1860'erne forsøgte den franske konge Napoleon 3. at skabe en fransk lydstat i Mexico, som modstykke til USA, som på det tidspunkt var optaget af den Amerikanske Borgerkrig. Han fik støtte til dette fra både Spanien og Storbritannien, som også accepterede valget af Maximilian som kejser. Parret rejste til Mexico og blev kronet der i 1864. Ganske få måneder efter trak den franske hær sig imidlertid ud af Mexico, og situationen for det unge kejserpar blev hurtigt uroligt. I 1867 blev Maximilian henrettet efter at have været stillet for en krigsret.

### Livet som enke
Charlotte var året før vendt tilbage til Europa i håb om at skaffe sin mand støtte. Napoleon 3. var ikke interesseret i hendes sag, så hun tog til Rom for at bede om pavens hjælp. På vejen blev hun grebet af forfølgelsesvanvid, og mente, lirekassemanden i gaden var en forklædt mexikansk oberst, og at hun blev forgiftet. Hun fik sin kusk til at standse ved Trevi-fontænen, så hun kunne fylde en karaffel med vand, som hun var sikker på, ikke var forgiftet. Hun spiste kun appelsiner og nødder, hvor hun nøje undersøgte skallet, for at forvisse sig om, at ingen havde sprøjtet noget i dem, og i sin hotelsuite havde hun kyllinger bundet til bordbenene. Fjerkræet, der gradvis tilsvinede suiten, blev slagtet og tilberedt under hendes tilsyn. En gang løb hun forgrædt ind til paven, der sad ved morgenmaden, dyppede sine fingre i hans chokolade og erklærede, mens hun slikkede chokoladen af fingrene: "Det her er i det mindste ikke forgiftet. Alt de giver mig, er der blandet noget i. Jeg er udsultet, virkelig helt udsultet." Hendes bror, kong Leopold 2., fik hende installeret på et slot i Tervuren  ved Bruxelles. Det tog flere måneder, før man turde fortælle hende, at Maximilian var blevet henrettet. Det troede hun ikke på, men fortsatte at sende ham breve og gaver i overbevisning om, at han snart ville blive kejser af Frankrig, Spanien og Portugal. 
Charlotte forblev sindssyg resten af sit liv. Når hun modtog besøg, skete det i et værelse med mindst tyve stole opstillet. Charlotte hilste så alvorligt på hver indbildt gæst før hun vendte sig til den besøgende. Hun tilbragte uendelige timer med at bytte tøj og spejle sig, til hun en dag indså, at hun ikke mere var ung, og dermed gav ordre om, at alle spejlene i slottet skulle knuses. I et selskab 45 år efter sin mands død udbrød hun forundret: "Maximilian er her ikke!" Hun lagde ikke engang mærke til den fireårige tyske besættelse af Belgien under første verdenskrig, men levede i en verden af indbildte kongeriger og dynastier. Først i 1927 døde hun, i en alder af 86 år. Charlotte overlevede sin bror. Først i 1923, fjorten år efter hans død, var hans dødsbo opgjort, og man kunne fastslå, at en del af hans rigdomme faktisk tilhørte søsteren. Som hendes værge havde Leopold forsynet sig af en del af hendes ejendomme, og på ulovligt vis byttet dem til sig for nogle obligationer i Belgisk Congo. 